# Frank Maria Reifenberg
Frank Maria Reifenberg (* 1962 in Freudenberg (Siegerland)) ist ein deutscher Autor und Sprecher. Er verfasst vorwiegend Kinder- und Jugendbücher sowie Drehbücher für Film und Fernsehen.

## Leben
Frank Maria Reifenberg wuchs in Friesenhagen auf. Er besuchte das Hollenberg-Gymnasium in Waldbröl, das er mit dem Abitur abschloss. Von 1982 bis 1985 machte er eine Ausbildung zum Buchhändler. Von 1985 bis 1989 arbeitete er bei der Presse- und Öffentlichkeitsreferents der Aids-Hilfe Bonn e.V., von 1989 bis 1998 als Konzeptioner, Texter und Mitinhaber der Projekt-PR Gesellschaft für Öffentlichkeitsarbeit mbH in Bonn. Dort betreute er Kampagnen der Bundeszentrale für gesundheitliche Aufklärung (BZgA) zu Themen wie Aids, Sexualaufklärung, Suchtprävention und Organspende. Von 2000 bis 2001 absolvierte er an der Internationalen Filmschule Köln(IFS) das Ausbildungsprogramm für Drehbuchautoren.
Die Bayerische Staatsoper beauftragte Reifenberg mit dem Libretto zu der Jugendoper liebe. nur liebe., die 2007 unter der Leitung von Kent Nagano zu den Opernfestspielen uraufgeführt wurde. Seit 2008 engagiert er sich für die Leseförderung von leseschwachen Jungen. Er gibt zu diesem Thema Seminare, hält Vorträge für Eltern und führt Workshops durch. Er ist als Initiator und künstlerischer Leiter für das Projekt zur Leseförderung von Jungen „kicken&lesen Köln“ der SK Stiftung Kultur verantwortlich.
Die Universität zu Köln berief ihn 2013 zum Lehrbeauftragten am Institut für Sprache und Literatur II, wo er für Lehramtsanwärter in einem Praxisseminar „Leseanimation für Jungen“ unterrichtete. Das Ministerium für Bildung Rheinland-Pfalz berief ihn als Berater zur Implementierung von „kicken & lesen“ in Ganztagsschulen.

## Auszeichnungen und Stipendien
- 2009 Nominierung für den Katholischen Kinder- und Jugendbuchpreis für den Roman  Landeplatz der Engel.
- 2009 White Ravens Auswahlliste der Internationalen Jugendbibliothek für den Roman Landeplatz der Engel.
- 2012 Stipendium Struwwelpippi kommt zur Springprozession[2] des Centre national de littérature in Luxemburg.
- 2014 Nominierung für den Deutsch-Französischen Jugendliteraturpreis von Die Schattenbande legt los.[3]
- 2014 Leipziger Lesekompass der Stiftung Lesen und der Leipziger Buchmesse für Die Schattenbande legt los.
- 2018 Autorenstipendium des Landes NRW sowie der Kunststiftung NRW für seinen Roman Wo die Freiheit wächst.
- 2018 Leipziger Lesekompass für Ocean City – Jede Sekunde zählt.[4]
- 2019 Förderung der Filmstiftung NRW für die Ausarbeitung von Wo die Freiheit wächst als Hörspiel.[5]
- 2020 Kölner Stipendium für Kinder- und Jugendliteratur für Am Orowango schleicht der Tod im Morgengrauen um das Haus.[6]
- 2023 Förderung der Film- und Medienstiftung NRW für die Ausarbeitung des Hörspiels I am scared no more (gemeinsam mit Demba Sanoh)[7]

## Romane und Erzählungen
ab 3 Jahre:
- Zimmer frei in der Knispelstraße 10. Südpol Verlag, Grevenbroich 2020, ISBN 978-3-96594-008-6 (mit Bildern von Katja Jäger).
- Herr K macht Wiau. Südpol Verlag, Grevenbroich 2021, ISBN 978-3-96594-086-4 (mit Bildern von Sonja Kurzbach).

ab 5 Jahre:
- Murmelschreck und der Pantoffelfresser Edition Michael Fischer, München 2024, ISBN 978-3-7459-1874-8

ab 8 Jahre:
- Kampf im ewigen Eis. Thienemann, Stuttgart 2009, ISBN 978-3-522-18150-1.
- Wettlauf im ewigen Eis. Thienemann, Stuttgart 2009, ISBN 978-3-522-18151-8.
- Verschollen im ewigen Eis. Thienemann, Stuttgart 2010, ISBN 978-3-522-18202-7.
- Florus und das mörderische Wagenrennen. Thienemann, Stuttgart 2011, ISBN 978-3-522-18241-6.
- Flores und die Verschwörer von Rom. Thienemann, Stuttgart 2011, ISBN 978-3-522-18285-0.
- Achtung, Feueralarm. Thienemann, Stuttgart 2011, ISBN 978-3-522-18203-4.

ab 9 Jahre:
- Die absolut unglaublichen und zu 113 % wahren Geschichten des Cornelius Delano Tuckerman. Ueberreuter, Berlin/Wien 2013, ISBN 978-3-7641-5009-9 (Illustrationen von Helge Vogt).
- Lenny unter Geistern. dtv, München 2018, ISBN 978-3-423-76221-2 (mit Illustrationen von Thilo Krapp).
- Nie wieder Weihnachten. Verlag arsEdition, München 2016, ISBN 978-3-8458-0596-2 (mit Illustrationen von Maja Bohn).

ab 10 Jahre:
- mit Jan Strathman: Albertine und das Haus der 1000 Wunder. Thienemann, Stuttgart 2004, ISBN 978-3-522-17628-6.
- Albertine und die Hüter der Träume. Thienemann, Stuttgart 2005, ISBN 978-3-522-17696-5.
- Albertine und der Sternendieb. Thienemann, Stuttgart 2006, ISBN 978-3-522-17697-2.
- Mit dem Herz einer Piratin. Thienemann, Stuttgart 2007, ISBN 978-3-522-17861-7.
- Mister Lugosi und der unheimliche Adventskalender. Thienemann, Stuttgart 2009, ISBN 978-3-522-18157-0.
  - Mister Lugosi und die verschwundenen Kinder. (Neuausgabe) Thienemann, Stuttgart 2016, ISBN 978-3-522-18439-7.
- mit Gina Mayer: Die Schattenbande legt los! bloomoon, München 2014, ISBN 978-3-7607-9936-0.
- mit Gina Mayer: Die Schattenbande jagt den Entführer! bloomoon, München 2014, ISBN 978-3-8458-0358-6.
- mit Gina Mayer: Die Schattenbande in Gefahr. Verlag arsEdition, München 2015, ISBN 978-3-8458-0495-8.
- mit Gina Mayer: Die Schattenbande und die große Verschwörung. Verlag arsEdition, München 2015, ISBN 978-3-8458-0604-4.
- mit Gina Mayer: Die Schattenbande hebt ab. Verlag arsEdition, München 2016, ISBN 978-3-8458-1083-6.
  - alle fünf Bände der Schattenbande als Hörbuch bei Audiolino, Hamburg 2015.
- House of Ghosts – Das verflixte Vermächtnis. Verlag arsEdition, München 2017, ISBN 978-3-8458-1712-5.
- House of Ghosts – Der aus der Kälte kam. Verlag arsEdition, München 2017, ISBN 978-3-8458-1715-6.
- House of Ghosts – Pension des Grauens. Verlag arsEdition, München 2018, ISBN 978-3-8458-1747-7.
- An den Ufern des Orowango. Ueberreuter Verlag, Berlin 2023, ISBN 978-3-7641-7123-0 (mit Illustrationen von Anke Ortlieb).

ab 12 Jahre:
- Immer schön locker bleiben. Thienemann, Stuttgart 2003, ISBN 978-3-522-17565-4.
- Immer schön am Ball bleiben. Thienemann, Stuttgart 2004, ISBN 978-3-522-17657-6.
- Heißkalt erwischt. Thienemann, Stuttgart 2006, ISBN 978-3-522-17851-8.
- mit Sabine Both: It's Showtime, Mick. Thienemann, Stuttgart 2005, ISBN 978-3-522-17760-3.
- mit Sabine Both: It's Showtime, Nelli. Thienemann, Stuttgart 2005, ISBN 978-3-522-17767-2.
- Speedkidzz – Hart am Limit. Thienemann, Stuttgart 2010, ISBN 978-3-522-20096-7.
- Speedkidzz – Auf heißer Spur. Thienemann, Stuttgart 2010, ISBN 978-3-522-20097-4.
- Speedkidzz – In letzter Sekunde. Thienemann, Stuttgart 2011, ISBN 978-3-522-20098-1.
- mit Christian Tielmann: Ocean City – Jede Sekunde zählt. dtv, München 2018 ISBN 978-3-423-76199-4 (Pseudonym R.T. Acron).
- mit Christian Tielmann: Ocean City – Im Versteck des Rebellen. dtv, München 2018 ISBN 978-3-423-76218-2 (Pseudonym R.T. Acron)
- mit Christian Tielmann: Ocean City – Stunde der Wahrheit. dtv, München 2019 ISBN 978-3-423-76245-8 (Pseudonym R.T. Acron).
  - alle drei Bände Ocean City auch als Taschenbuch bei dtv, München 2021.
  - alle drei Bände Ocean City auch als Hörbuch bei Lauscherlounge 2023 (gelesen von Oliver Rohrbeck).
- mit Christian Tielmann: Kronox. dtv, München 2020, ISBN 978-3-423-76291-5 (Pseudonym R.T. Acron).
- Stay alive - das ist kein Spiel. Karibu Verlag, München 2022, ISBN 978-3961292646 (mit Illustrationen von Helge Vogt).

ab 14 Jahre:
- Landeplatz der Engel. Thienemann, Stuttgart 2008, ISBN 978-3-522-17860-0.
- mit Sabine Both: LiebesLied. Thienemann, Stuttgart 2007, ISBN 978-3-522-17891-4.
- Unsichtbare Blicke. Rowohlt Verlag, Hamburg 2012, ISBN 978-3-644-45881-9.
- Schwesternlüge. Rowohlt Verlag, Hamburg 2013, ISBN 978-3-644-49301-8.
- Wo die Freiheit wächst. Briefroman zum Widerstand der Edelweißpiraten. Mit einem Nachwort von Dr. Martin Rüther – NS-Dokumentationszentrum der Stadt Köln. Verlag arsEdition, München 2019, ISBN 978-3-8458-2274-7.
  - Wo die Freiheit wächst. Briefroman zum Widerstand der Edelweißpiraten. Textausgabe mit Kommentar und Materialien. (Reclam XL-Text und Kontext, Nr. 16164) Philipp Reclam, Stuttgart 2023, ISBN 978-3-15-016164-7.
- Projekt Lazarus. In den Fängen der KI. Edel Kids Books, München 2021, ISBN 978-3-96129-199-1.
- Identity X - Wer ist Boston Coleman? dtv, München 2022, ISBN 978-3-423-74077-7.
- Genesis rebooted dtv, München 2024, ISBN 978-3-423-74115-6
- Scheiß was drauf Karibu, München 2024, ISBN 978-3-96129-447-3

Erzählungen in Anthologien:
- Kristin Weigand (Hrsg.): 101 Vorlesegeschichten. Thienemann, Stuttgart
- Sarah Haag (Hrsg.): Das Vorlesebuch für kleine starke Mädchen. Planet Girl, Stuttgart.
- Antonia Wehrhahn (Hrsg.): Fußballspannung. Arena.
- Antonia Wehrhahn (Hrsg.): Dinomania total!. Arena.
- Jürgen Hees (Hrsg.): Und Schuss! Und Tor. Gulliver.
- Am Tag als ich Weltmeister wurde. Baumhaus.
- Silke Kramer (Hrsg.): Ferien, Stress und Liebesglück. rororo Rotfuchs.

Sachbuch:
- mit Andreas Barnieske: kicken & lesen: Denn Jungs lesen ander(e)s! Leseförderung mit Ball und Buch in  Schule und offener Jugendarbeit. Auer Verlag, Donauwörth 2015, ISBN 978-3-403-07746-6.

Über Frank Maria Reifenberg:
- Sebastian Bernhardt (Hrsg.): Frank Maria Reifenbergs Werke im literaturdidaktischen Fokus (= Literatur – Medien – Didaktik. Band 2). Frank und Timme Verlag, Berlin 2023, ISBN 978-3-7329-0908-7.

## Hörspiel
- Wo die Freiheit wächst. Hörspiel in vier Teilen, Erstausstrahlung WDR 2021 - Regie Claudia Johanna Leist
- Stolpersteine NRW  - App und Website  des Westdeutschen Rundfunks (Drehbücher für 15 Audiostorys) 2022